# Кома-Педроса
Кома-Педроса (кат. Coma Pedrosa) — гора в андоррських Піренеях, в паррокії Ла-Массана. Гірська вершина розташована в північно-західній частині країни. Висота Кома-Педроса становить 2942 метри над рівнем моря, що робить її найвищою вершиною Андорри. Найближчий до гори населений пункт — Арнісал.
Гора доступна для пішого сходження, не є технічно складною, але через тривалість підйому — потрібно достатньо великих зусиль для мандрівника. Перепад висот від початку підйому до вершини становить 1362 метри (від 1580 до 2942 метрів над рівнем моря), загальний час підйому становить 4 години 30 хвилин. Традиційний маршрут починається біля водоспаду Рібаль, розташованого біля південно-східного підніжжя Кома-Педроса, і перший кілометр йде в напрямку вершини, потім повертає ліворуч і південними схилами гори прямує за долиною річки Кома-Педроса поруч озера ль'Естані де лес Труітес (Форелевого озера). Минувши ложе долини маршрут робить поворот на північ в сторону озера Естані Негре (Чорне озеро — за кольором води через велику глибину водойми). За цим озером, повернувши ще раз на північний схід, стежка скелястим проходом прямує до найвищої вершини Андорри.
Існує легший спосіб здійнятися на вершину Кома-Педроса — за допомогою лижного витягу від Арнісала до Піку Негре.
Відомий піший маршрут, статус найвищої гори Андорри і близькість гірськолижного курорту Арнісала робить Кома-Педроса популярним туристичним місцем.